# 달팽이의 하루
달팽이의 하루(일본어: カタツムリの一日)는 2008년에 KBS 창작동요대회에서 대상을 탄 동요이며 상당히 일본인과 한국인들에게 많은 관심을 받고있는 유명한 노래이다. 고양이와 일본인, 아이들이 많이 좋아하며, 일본뿐만이 아니라 한국에선 KBS 창작동요대회에서 대상을 탄 노래이고, 대만에서는 인기가 많은 노래이다.

## 가사
한국어 버전 가사
보슬보슬 비가 와요
하늘에서 비가 내려요
달팽이는 비오는 날
제일 좋아해
빗방울과 친구 되어
풀잎 미끄럼을 타 볼까
마음은 신나서 달려가는데
가도 가도 끝이 없는 길
야호 마음은 바쁘지만
느릿느릿 달팽이
어느 새 비 그치고 해가 반짝
아직도 한 뼘을 못 갔구나
조그만 달팽이의 하루

## 다른 언어 버전 가사
일본어 버전 가사
일본어 버전 제목은 "カタツムリの一日" 라고 한다. 
(카타츠무리는 일본어로 달팽이이다.)
ボスボスル雨が降ります。
(코사메가 훗테이마스)
空から雨が降ります。
(소라카라 아메가 훗테마스)
カタツムリは雨の日
(카타츠 무리와 아메노히)
一番好き
(이치 반 스키)
雨滴と友達になる
(아마츠 토모 다치 낫테)
草の葉の滑りに乗るか
(쿠사 무라스 베리오)
心は楽しく走ります。
(시데미 요오카 코코로와 우카레테)
行っても行くことのない道
(잇테모 잇테모 오와리노 나이미치)
ヤホの心は忙しいですが
(얏타! 코코로와 이소가시이 케도)
ゆっくりカタツムリ
(노로노로 카타츠 무리)
ある新しい雨が降って太陽が輝く
(이츠노 아이다니카 야메얀데 히가 키랏토)
まだ何もできなかった。
(마다유비사시가 히나레테 이나이나)
小さなカタツムリの日
(치이사나 카타츠무리노 츠이타치)

## 그외
달팽이의 하루는 아이들 뿐만 아니라, 청소년, 성인, 고양이도 좋아하는 노래중 하나이다.
라임튜브가 성악 콩쿠르에 도전한 노래 중 하나이다.
일본의 지명을 넣어서 개사한 버전도 있으며, 일본의 여객철도 노선 요코스카선의 역명을 개사한 버전도 있다 

노래방에서도 선곡을 할수 있으며, TJ는 45061, 금영은 27935로 선곡이 가능하다.